# Our Ill Wills
Our Ill Wills är den svenska indiepop/rock-gruppen Shout Out Louds andra album, utgivet 25 april, 2007 i Sverige, och i slutet på maj 2007 i ett flertal europeiska länder. Albumet släpptes i USA den 11 september 2007. Första singeln från albumet var "Tonight I Have to Leave It" som släpptes 9 april 2007 i Sverige.
Albumets omslag visar bandets namn, samt albumets namn skrivet med signalflaggor som används inom sjöfart.
Albumet producerades av Björn Yttling, som spelar bas och keyboards i bandet Peter Bjorn and John.
På albumet sjunger Bebban Stenborg mer än hon vanligtvis brukar. Hon sjunger till exempel hela låten "Blue Headlights".

## Låtlista
| Nr  | Titel                      | Längd |
| --- | -------------------------- | ----- |
| 1.  | Tonight I Have to Leave It | 3:33  |
| 2.  | Parents Living Room        | 3:51  |
| 3.  | You Are Dreaming           | 3:29  |
| 4.  | Suit Yourself              | 2:57  |
| 5.  | Blue Headlights            | 4:07  |
| 6.  | Impossible                 | 6:48  |
| 7.  | Normandie                  | 3:22  |
| 8.  | South America              | 5:01  |
| 9.  | Ill Wills                  | 1:49  |
| 10. | Time Left for Love         | 3:15  |
| 11. | Meat Is Murder             | 2:14  |
| 12. | Hard Rain                  | 7:26  |

| 13. | Bicycle (Med på vinylutgåvan som spår 13)                                                                                               | 2:25 |
| 14. | Don't Get Yourself Involved (Med på svenska limiterade digipacken och Australiensiska utgåvan mellan "Meat Is Murder" och "Hard Rain".) | 4:11 |